# Liste des intercommunalités du département du Jura

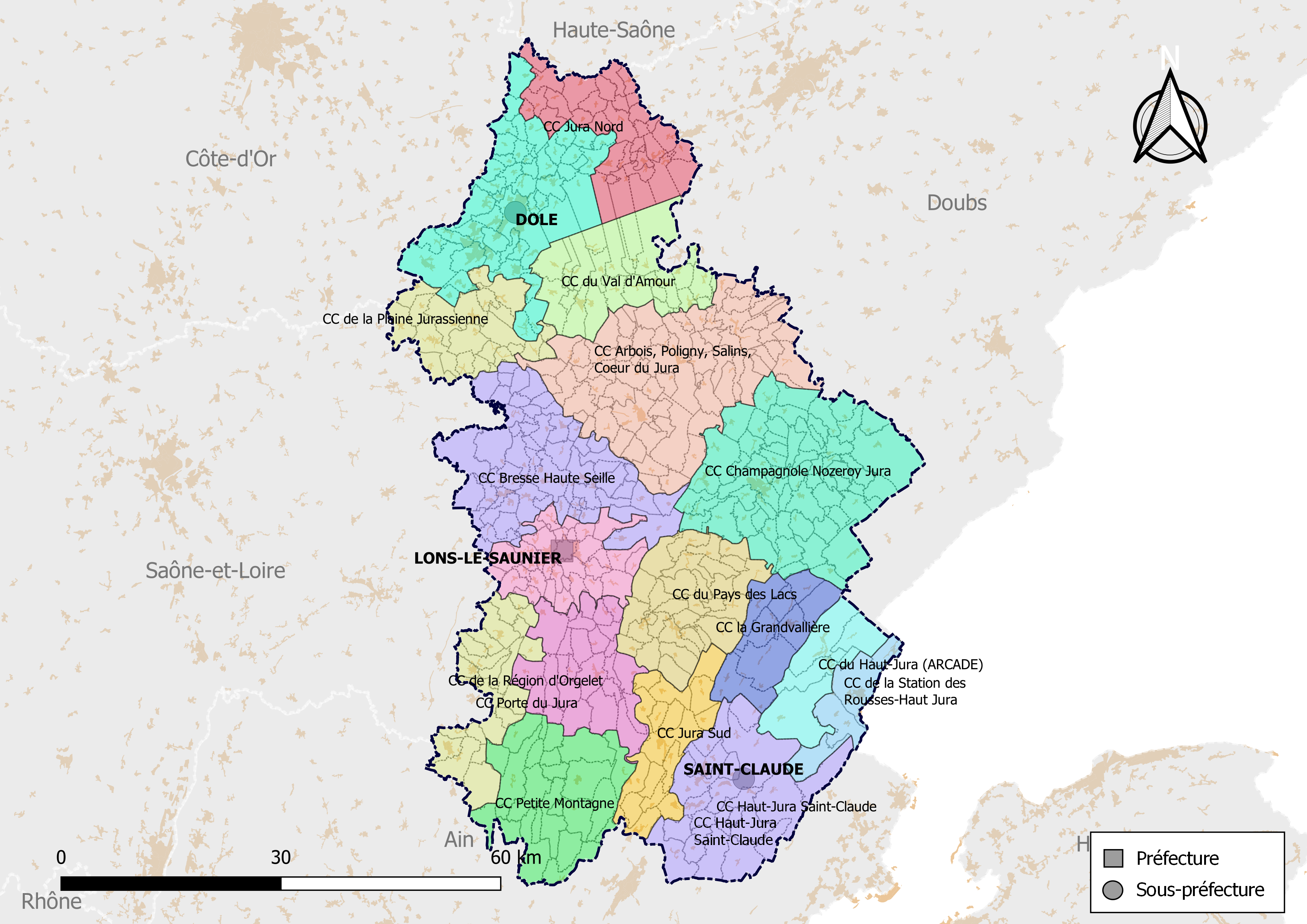
Carte des EPCI du département du Jura au 1er janvier 2019.

Au 1er janvier 2020, le département du Jura compte 167 groupements communaux :
- 14 établissements publics de coopération intercommunale (EPCI) à fiscalité propre[1]
  - 2 Communautés d'agglomération (CA)
  - 12 Communautés de communes (CC)
- 1 Pôle d'équilibre territorial et rural (PETR), le PETR du Pays Lédonien
- 148 Syndicats intercommunaux
  - 6 Syndicats intercommunaux à vocation multiple (SIVOM)[2]
  - 109 Syndicats intercommunaux à vocation unique (SIVU)[3]
  - 25 Syndicats mixtes fermés (SMF)[4]
  - 8 Syndicats mixtes ouverts (SMO)[5]
- Quatre Pays non gérés en syndicats (associations, groupements d'intérêt public...), créés dans le cadre de la loi Voynet de 1999 , disparus dans les années 2010 à la suite de la loi de réforme des collectivités territoriales de 2010 :
  - Pays de la Haute Vallée de l'Ain
  - Pays du Haut Jura
  - Pays des Lacs et de Petite Montagne
  - Pays dolois, pays de Pasteur

## Intercommunalités à fiscalité propre
| Forme juridique            | Nom                                      | no SIREN  | Date de création | Nombre de communes | Population (der. pop. légale) | Superficie (km2) | Densité (hab./km2) | Siège                      | Président           | Étiquette |
| -------------------------- | ---------------------------------------- | --------- | ---------------- | ------------------ | ----------------------------- | ---------------- | ------------------ | -------------------------- | ------------------- | --------- |
| Communauté d'agglomération | CA du Grand Dole                         | 200010650 | 1er janvier 2008 | 47                 | 54 718 (2021)                 | 424,40           | 129                | Dole                       | Jean-Pascal Fichere | LR        |
| Communauté d'agglomération | Espace communautaire Lons Agglomération  | 200071116 | 1er janvier 2017 | 32                 | 34 122 (2021)                 | 196,70           | 173                | Lons-le-Saunier            | Patrick Elvezi      | MR        |
| Communauté de communes     | CC Terre d'Émeraude                      | 200090579 | 1er janvier 2020 | 91                 | 25 482 (2016)                 | 1 015,10         | 25                 | Orgelet                    | Jean-Louis Delorme  | DVD       |
| Communauté de communes     | CC Arbois, Poligny, Salins, Cœur du Jura | 200071595 | 1er janvier 2017 | 65                 | 21 429 (2022)                 | 598,30           | 36                 | Poligny                    | Michel Francony     | UDI       |
| Communauté de communes     | CC Champagnole Nozeroy Jura              | 200069623 | 1er janvier 2017 | 66                 | 22 840 (2021)                 | 622,90           | 37                 | Champagnole                | Clément Pernot      | LR        |
| Communauté de communes     | CC Haut-Jura Saint-Claude                | 200026573 | 1er janvier 2011 | 22                 | 19 626 (2021)                 | 366,50           | 54                 | Saint-Claude               | Raphaël Perrin      | PRG       |
| Communauté de communes     | CC Bresse Haute Seille                   | 200069615 | 1er janvier 2017 | 54                 | 19 118 (2021)                 | 438,70           | 44                 | Bletterans                 | Jean-Louis Maitre   | PS        |
| Communauté de communes     | CC Jura Nord                             | 243900560 | 30 décembre 1994 | 32                 | 11 783 (2021)                 | 264,10           | 45                 | Dampierre                  | Gérôme Fassenet     | DVD       |
| Communauté de communes     | CC Porte du Jura                         | 200072056 | 1er janvier 2017 | 21                 | 10 520 (2022)                 | 207,40           | 51                 | Beaufort-Orbagna           | Christian Buchot    | LR        |
| Communauté de communes     | CC Haut-Jura Arcade                      | 243900479 | 31 décembre 1993 | 4                  | 9 092 (2021)                  | 147,40           | 62                 | Hauts de Bienne            | Laurent Petit       | LR        |
| Communauté de communes     | CC du Val d'Amour                        | 243900420 | 27 juillet 2012  | 24                 | 9 069 (2021)                  | 272,70           | 33                 | Chamblay                   | Michel Rochet       | DVD       |
| Communauté de communes     | CC de la Plaine Jurassienne              | 243901089 | 9 octobre 2012   | 21                 | 9 068 (2021)                  | 210,0            | 43                 | Chaussin                   | Patrick Petitjean   | DVD       |
| Communauté de communes     | CC de la Station des Rousses-Haut Jura   | 243900354 | 31 décembre 1993 | 4                  | 7 212 (2021)                  | 100,50           | 72                 | Les Rousses                | Nolwenn Marchand    | DVD       |
| Communauté de communes     | CC la Grandvallière                      | 243900610 | 30 décembre 1994 | 8                  | 5 406 (2021)                  | 169,70           | 32                 | Saint-Laurent-en-Grandvaux | Françoise Vespa     | PR        |

## Historique

### Au1erjanvier 2017

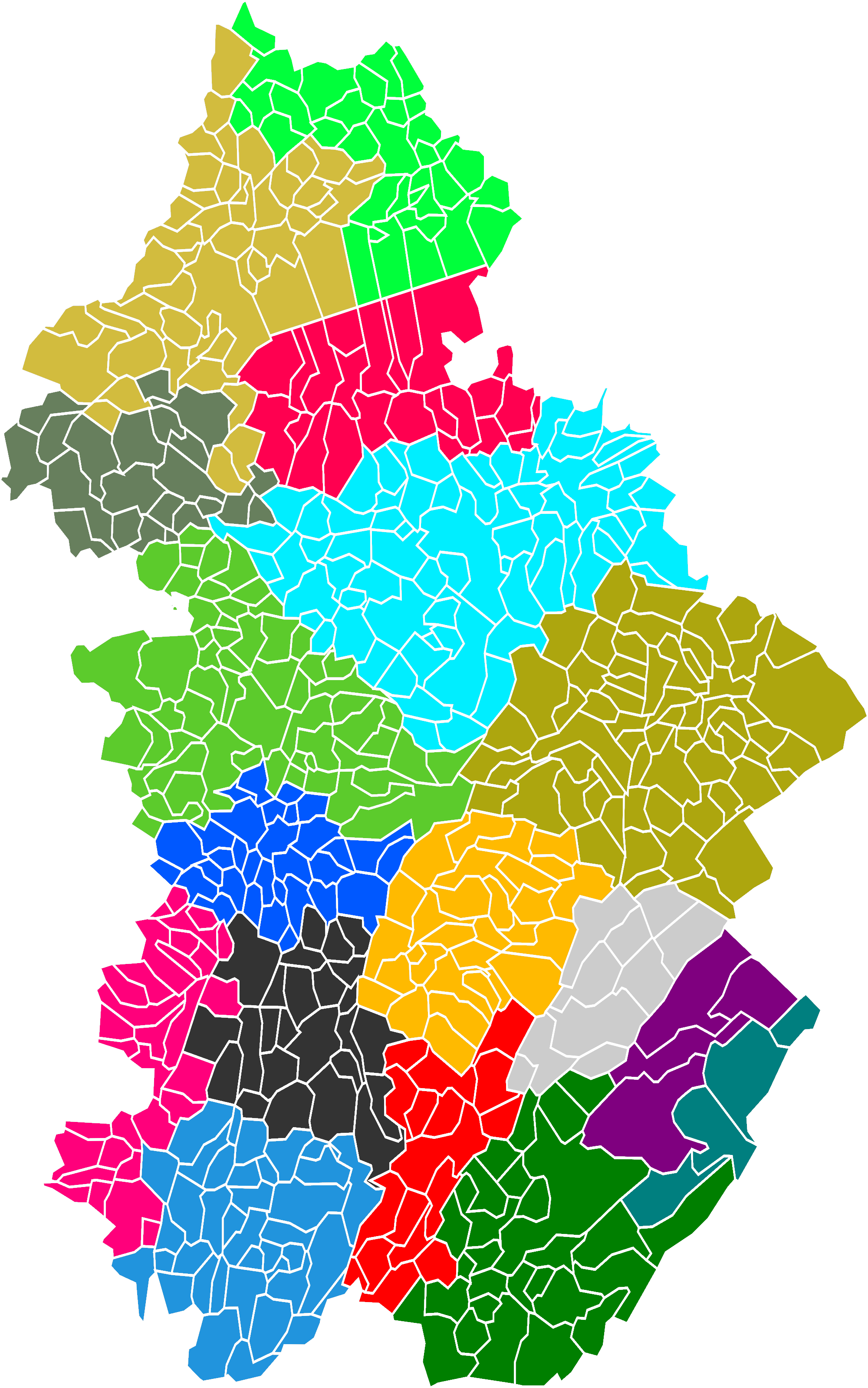
La carte des EPCI au 1 1 2017

- Les communes de Champagney, Pointre, Peintre, Moissey et Chevigny rejoignent la communauté d'agglomération du Grand Dole[19].
- Les communes d'Offlanges, Montmirey-le-Château, Montmirey-la-Ville, Mutigney, Dammartin-Marpain, Brans et Thervay rejoignent la communauté de communes Jura Nord[19].
- En conséquence, la communauté de communes Nord-Ouest Jura disparait.
- La Balme-d'Épy quitte la communauté de communes Petite Montagne.
- La Communauté d'agglomération Espace Communautaire Lons Agglomération fusionne avec la communauté de communes du Val de Sorne et garde le nom d'Espace Communautaire Lons Agglomération[20].
- Création de la communauté de communes Bresse Haute Seille issue de la fusion de la communauté de communes Bresse-Revermont et de la communauté de communes des coteaux de la Haute Seille[21].
- Création de la communauté de communes Champagnole Nozeroy Jura issue de la fusion de la communauté de communes Champagnole Porte du Haut-Jura et de la communauté de communes du Plateau de Nozeroy[21].
- Création de la communauté de communes Arbois, Poligny, Salins, Cœur du Jura issue de la fusion de la communauté de communes Arbois, Vignes et Villages - Pays de Louis Pasteur, de la communauté de communes du comté de Grimont et de la communauté de communes du pays de Salins-les-Bains[22].
- Création de la communauté de communes Porte du Jura issue de la fusion de la communauté de communes Sud-Revermont et de la communauté de communes du pays de Saint-Amour étendue à la commune de La Balme-d'Épy[22].

### Au1erjanvier 2020
- Création de la communauté de communes Terre d'Émeraude issue de la fusion des communautés de communes Jura Sud, Petite Montagne, de la région d'Orgelet et du Pays des lacs

### Anciennes intercommunalités
1. Communauté de communes Arbois, Vignes et Villages Pays de Louis Pasteur
2. Communauté de communes la Bletteranoise (actuelle Communauté de communes Bresse-Revermont)
3. Communauté de communes Bresse-Revermont
4. Communauté de communes Champagnole Porte du Haut-Jura
5. Communauté de communes du comté de Grimont
6. Communauté de communes des coteaux de la Haute Seille (ancienne Communauté de communes Bresse-Revermont)
7. Communauté de communes Le Jura Dolois (actuel Grand Dole)
8. Communauté de communes Le Jura entre la Serre et Chaux (actuel Grand Dole)
9. Communauté de communes des Foulletons (actuelle Communauté de communes Bresse-Revermont)
10. Communauté de communes des Hautes Combes (actuelle Communauté de communes Haut-Jura Saint-Claude)
11. Communauté de communes Nord-Ouest Jura
12. Communauté de communes du pays de Saint-Amour (actuelle Communauté de communes Porte du Jura)
13. Communauté de communes du pays de Salins-les-Bains
14. Communauté de communes du plateau du Lizon (actuelle Communauté de communes Haut-Jura Saint-Claude)
15. Communauté de communes du Plateau de Nozeroy
16. Communauté de communes du Premier Plateau
17. Communauté de communes Sud-Revermont (actuelle Communauté de communes Porte du Jura)
18. Communauté de communes du Val de Bienne (actuelle Communauté de communes Haut-Jura Saint-Claude)
19. Communauté de communes du Val de Brenne (actuelle Communauté de communes Bresse-Revermont)
20. Communauté de communes du Val de Sorne (actuel Espace Communautaire Lons Agglomération)
21. Communauté d'agglomération de Lons-le-Saunier (actuel Espace Communautaire Lons Agglomération)
22. Communauté de communes Jura Sud (actuelle Communauté de communes Terre d'Émeraude)
23. Communauté de communes Petite Montagne (actuelle Communauté de communes Terre d'Émeraude)
24. Communauté de communes de la région d'Orgelet (actuelle Communauté de communes Terre d'Émeraude)
25. Communauté de communes du Pays des lacs (actuelle Communauté de communes Terre d'Émeraude)